# Okrągły Stół (Bułgaria)
Rozmowy Okrągłego Stołu w Bułgarii (bułg. Кръгла маса) – rozmowy prowadzone przez władze Ludowej Republiki Bugarii i opozycję, które zapoczątkowały transformację ustrojową LRB. Rozmowy rozpoczęły się 16 stycznia 1990 roku, a zakończyły 15 maja tego samego roku.

## Sytuacja społeczno-polityczna w Bułgarii pod koniec lat 80.
W październiku 1989 roku w Sofii odbywała się międzynarodowa konferencja Forum Ekologiczne, na którą przybyli liczni politycy i dziennikarze z Europy Zachodniej i Środkowej. Bułgarska opozycja postanowiła wykorzystać obecność zagranicznych gości oraz chwilowy brak czujności władz, i 26 października w centrum miasta zorganizowała pierwszą jawną manifestację antykomunistyczną, chociaż pierwotnie chodziło o wyrażenie sprzeciwu wobec budowy dwu górskich zbiorników wodnych w górach Riły. Na nielegalny wiec zareagowała milicja, która zatrzymała, a następnie pobiła lidera ruchu „Ekogłasnost”, znanego aktora Petyra Słabakowa. Sprawa brutalnej interwencji sił porządkowych oburzyła przedstawicieli zagranicznych delegacji, którzy oskarżyli partyjnych dygnitarzy o nadużywanie przemocy. Negatywne opinie o Bułgarii w prasie zachodniej przyczyniły się do zwiększenia izolacji państwa na arenie międzynarodowej, w której przełamaniu nie pomagało trwanie przy politycznym status quo; do tej pory do kraju nie dotarła fala przemian politycznych, których symbolem był właśnie rok 1989: Okrągły Stół oraz wybory 4 czerwca w Polsce, doszło do przemian na Węgrzech i aksamitna rewolucja w Czechach, wreszcie upadek Muru Berlińskiego.
Akcja „Ekogłasnostu”, przekonanie o poparciu Zachodu, procesy zachodzące w innych państwach (także w ZSRR), ujawniane stopniowo informacje o prawdziwej sytuacji gospodarczej kraju oraz o zbrodniach okresu stalinowskiego i postalinowskiego, w których udział mieli przedstawiciele obecnej władzy, ośmieliły Bułgarów do jawnego wyrażania sprzeciwu wobec systemu. Nasiliły się manifestacje antyrządowe, wreszcie – 7 grudnia – został utworzony Związek Sił Demokratycznych, stanowiący koalicję partii, stowarzyszeń i ruchów opozycyjnych. Na czele Krajowej Rady Koordynacyjnej, organu kierowniczego ZSD, stanął filozof Żelu Żelew, a na sekretarza wybrano Petyra Berona. Miesiąc wcześniej miały miejsce istotne przetasowania w rządzie. Niektórzy młodsi przedstawiciele obozu rządzącego – wśród nich minister spraw zagranicznych Petyr Mładenow, premier Georgi Atanasow i szef MON gen. Dobri Dobricz – zdając sobie sprawę z nieuchronności przemian, zażądali poważnych reform w państwie, jednak natknęli się na opór rządzącego Bułgarią de iure od osiemnastu, a de facto od czterdziestu pięciu lat 78-letniego Todora Żiwkowa. Mładenow po burzliwej rozmowie telefonicznej z Żiwkowem złożył dymisję i poddał ostrej krytyce rządy dyktatora, który niedługo potem na posiedzeniu Biura Politycznego KC zapowiedział wyciągnięcie surowych konsekwencji wobec dezertera. Jednakże działaczy przekonanych o konieczności zmian przybywało i - 10 listopada - ich głosami Todor Żiwkow został odsunięty od władzy. Na nowego sekretarza generalnego KC BPK i przewodniczącego Rady Państwa wybrano Mładenowa.
Nowa ekipa pragnęła zachować władzę, ale wiedziała, że traktowanie przedstawicieli opozycji jak wrogów, a nie partnerów, rozpali jedynie i tak silnie antyrządowe nastroje społeczne. Obywatele Bułgarii już bez obawy przed interwencją milicji objawiali swoje zniechęcenie komunistami; podczas grudniowego plenum KC (11-13 grudnia) na znak protestu wobec partyjnego betonu odwrócili się plecami do budynku partii, a drugiego dnia wygwizdali Mładenowa i deputowanych BPK. Niespotykana dotychczas aktywność tłumu oraz rosnąca siła ZSD, do którego dołączały się kolejne mniejsze stowarzyszenia, przyczyniły się do zarysowania nowej strategii politycznej, której wyrazem była deklaracja Biura Politycznego KC BPK z 26 grudnia, w której wyrażono gotowość do dialogu z opozycją przy „okrągłym stole”. Trzy dni później, na kolejnym plenum KC BPK zapowiedziano rezygnację z centralizmu oraz opowiedziano się za wprowadzeniem demokracji i pluralizmu.

## Przebieg
W rozmowach brali udział: po stronie rządowej Bułgarska Partia Komunistyczna, BZNS oraz związki twórcze, a po stronie opozycyjnej: Związek Sił Demokratycznych. W „okrągłym stole” nie uczestniczyli przedstawiciele radykalnej prawicy, którzy odmówili jakichkolwiek kontaktów z komunistami (m.in. ojciec Christofor Sybew i Konstantin Trenczew).
1 lutego do dymisji podał się rząd kierowany przez Georgi Atanasowa, a przez kolejne dni między przedstawicielami władz i opozycji toczyły się rozmowy o powołaniu wspólnego gabinetu. Jednak ZSD, w obawie przed byciem marionetką w rękach komunistów, jednogłośnie odrzucił propozycję zawiązania wspólnego frontu. Wieloletni sojusznik BKP - BZNS, który wyżej aniżeli lojalność polityczną wobec rządu cenił realną perspektywę zjednoczenia ruchu ludowego; 3 lutego opozycyjny BZNS im. Nikoły Petkowa wezwał BZNS do opuszczenia koalicji i połączenia sił. Wobec nieudanych negocjacji tak z ZSD, jak i z BZNS dwa dni po dymisji rządu Atanasowa został powołany jednopartyjny gabinet, na którego czele stanął przedstawiciel liberalnego skrzydła BPK Andrej Łukanow.
Różnice zdań między obiema stronami dotyczyły przede wszystkim kształtu ustroju oraz terminu wyborów. Rząd głosił hasła pokojowego przejścia do demokratycznego systemu politycznego, ale z zachowaniem socjalizmu (nadzwyczajny zjazd BKP z przełomu stycznia i lutego zaakceptował idee socjalizmu demokratycznego), zaś opozycja chciała stanowczego odcięcia się od komunistycznego dziedzictwa, ponadto żądała nadania „okrągłemu stołowi” rangi nieformalnej izby parlamentu, tak aby móc wpływać na działanie zdominowanego przez BPK Zgromadzenia Narodowego i jednopartyjnego rządu. Według ZSD wybory miały być przeprowadzone dopiero na jesieni lub zimą 1990 roku (Związek nie był skonsolidowany i nie miał jeszcze struktur terenowych); druga strona opowiadała się za jak najwcześniejszym terminem. Aż do marca trwał impas w rozmowach. Brak postępów w rozmowach spróbował wykorzystać rząd, parlamentarzyści złożyli projekt korzystnych dla rządu ustaw m.in. o nowelizacji konstytucji, o partiach politycznych, a także szkic nowej ordynacji wyborczej. Działania te wywołały jeszcze większe spięcia na linii opozycja-rząd; ZSD wysunął oskarżenia o niszczenie państwa i zorganizował tzw. „tydzień protestu” (25 lutego-3 marca).

## Decyzje
Przełom w rozmowach nastąpił dopiero 12 marca, kiedy podpisano trzy ważne dokumenty:
- porozumienie w sprawie systemu politycznego, które zakładało likwidację systemu demokracji ludowej, oddzielenie struktur partyjnych od państwa, odpolitycznienie milicji, wojska oraz środków masowego przekazu i usunięcie struktur partii komunistycznej z zakładów pracy;
- deklarację dotyczącą roli i statusu „okrągłego stołu” – „okrągłemu stołowi” powierzono ustalenie zasadniczych treści ustaw przed przedstawieniem ich parlamentowi (dlatego bułgarski „okrągły stół” nazywany jest czasem „superparlamentem”);
- porozumienie w sprawie gwarancji pokojowego przejścia do demokratycznego systemu politycznego.

Ponadto strona opozycyjna zgodziła się na wcześniejsze wybory (w czerwcu), ale pod warunkiem, że będą to wybory do Konstytuanty, w której można dokonać zmiany ustroju, a nie do zwykłego Zgromadzenia Narodowego.
30 marca podjęto kolejne istotne rozstrzygnięcia. Dotyczyły one:
- nowej ordynacji wyborczej – próg wyborczy wyniósł 4%, połowa miejsc w Konstytuancie miała być obsadzana systemem większościowym, połowa proporcjonalnym;
- charakteru przyszłego parlamentu – Konstytuanta miała działać przez półtora roku, jej zadaniem miało być uchwalenie nowej konstytucji oraz określenie przyszłego systemu politycznego państwa;
- wprowadzenia urzędu prezydenta, którym 3 kwietnia został Petyr Mładenow;
- zmiany artykułu 1. konstytucji, który poprzednio podkreślał socjalistyczny charakter państwa.

W maju przedstawiciele obu stron doszli do porozumienia w sprawach mniejszej wagi: zatwierdzono kodeks kampanii wyborczej, główne założenia statutu Bułgarskiego Radia i Telewizji oraz uchwalono deklarację, że wszyscy bułgarscy emigranci polityczni mogą bezpiecznie powrócić do ojczyzny.